# Service de publicité foncière et de l'enregistrement
Le service de publicité foncière (SPF) ou service de publicité foncière et de l'enregistrement (SPFE) est un service déconcentré de la direction générale des Finances publiques à l'échelle locale. Il enregistre les actes de vente, de donation, et autres transactions immobilières et assure ainsi la transparence et la sécurité juridique des transactions immobilières en France. Les SPF tiennent également à jour les informations sur la propriété et la situation juridique des biens immobiliers. Ils fournissent des renseignements sur les biens immobiliers, tels que les différents propriétaires, les dates d’achat, etc. Ils perçoivent les impôts relatifs aux transactions immobilières.
Le SPFE a été créé en 2013 à la suite de la réorganisation de la conservation des hypothèques.
L'enregistrement des fichiers effectué par les SPFE permettent l'alimentation de FIDJI et DVF.